# Henry Wetherby Benchley
Henry Wetherby Benchley (* 20. Februar 1822 in Valley Forge, Chester County, Pennsylvania; † 24. Februar 1867 in Houston, Texas) war ein US-amerikanischer Politiker. Zwischen 1856 und 1858 war er Vizegouverneur des Bundesstaates Massachusetts.

## Werdegang
Über das Leben Henry Benchleys jenseits der Politik ist nichts überliefert. Er wurde zunächst Mitglied der Know-Nothing Party und war dann am Aufbau der Republikanischen Partei in Massachusetts beteiligt. Außerdem gehörte er für einige Zeit dem Senat von Massachusetts an. Im Jahr 1855 wurde er an der Seite von Henry Gardner zum Vizegouverneur seines Staates gewählt. Dieses Amt bekleidete er zwischen 1856 und 1858. Dabei war er Stellvertreter des Gouverneurs.
Nach dem Ende seiner Zeit als Vizegouverneur zog er nach Houston in Texas. Dort wurde er im Vorfeld des Bürgerkrieges von Südstaatlern verhaftet und inhaftiert, weil er an einer Station der Underground Railroad  beteiligt war, die Sklaven zur Flucht in den Norden verhalf. Er gründete später die nach ihm benannte Ortschaft Benchley nahe Houston.  Henry Benchley starb am 24. Februar 1867 in Houston. Sein Enkel Robert Benchley (1889–1945) war ein Humorist, Theaterkritiker und Schauspieler; sein Urenkel Nathaniel (1915–1981) wie auch sein Ururenkel Peter (1940–2006) wurden namhafte Autoren.